# Колумбия Оупън
Колумбия Оупън (на английски: Colombia Open) е професионален турнир по тенис за мъже от ATP Tour 250, който се провежда в Богота, Колумбия, играе се на открити твърди кортове.

## История
IMLA de Colombia купuwa правата на Лос Анджелис Оупън през 2013 г. и прехвърлq турнира в град Богота.
Откритото първенство на Колумбия е петия турнир свързан с ATP, проведен в Латинска Америка, след турнирите във Виня дел Мар (Чили), Сао Пауло (Бразилия), Акапулко (Мексико) и Буенос Айрес (Аржентина). Tурнирът с най-високите наградни фондове в Южна Америка, с общо 727 000 долара. Колумбия Оупън е заменен в календара за 2016 г. от Лос Кабос Оупън в Мексико.

## Финали

### Сингъл мъже
| Година | Шампион       | Финалист        | Резултат                      |
| ------ | ------------- | --------------- | ----------------------------- |
| 2015   | Бърнард Томич | Адриан Манарино | 6 – 1, 3 – 6, 6 – 2           |
| 2014   | Бърнард Томич | Иво Карлович    | 7 – 6(7–5), 3 – 6, 7 – 6(7–4) |
| 2013   | Иво Карлович  | Алехандро Фала  | 6 – 3, 7 – 6(7–4)             |